# Bài ca Tướng quân Kim Nhật Thành
"Bài ca Tướng quân Kim Nhật Thành" là hành khúc của Bắc Triều Tiên được soạn nhạc bởi Kim Won-gyun năm 1946. Là một phần của sự sùng bái cá nhân Kim Nhật Thành, bài hát ca ngợi Kim Nhật Thành, "Chủ tịch vĩnh viễn" của Bắc Triều Tiên, người đã mất năm 1994, bài hát vẫn được phổ biến trong quần chúng tại Cộng hòa Dân chủ Nhân dân Triều Tiên.

Kim Nhật Thành (Kim Il-sung)

Bài hát, được sáng tác vào năm 1946, là tác phẩm nghệ thuật được biết đến sớm nhất đề cập đến Kim Nhật Thành, do đó có thể nói đây là sự đánh dấu khởi đầu của sự sùng kính cá nhân ông.
Đầu những năm 1980, Kim Jong Il quảng bá bài hát và nó đã thay thế "Aegukka", quốc ca, là bài hát quan trọng nhất được hát trong các cuộc tụ họp công cộng ở nước này. Người Bắc Triều Tiên thường được biết tới khi thể hiện lời bài hát bằng trái tim.
Bài hát thường được thể hiện khi bắt đầu chương trình phát sóng hàng ngày của Đài Truyền hình Trung ương Triều Tiên.

## Ca khúc
|              | Tiếng Hàn | Hàn Hán hỗn hợp | Phiên âm McCune–Reischauer | Tiếng Việt |
| ------------ | --- | --- | --- | --- |
| Lời thứ nhất | 장백산 줄기줄기 피어린 자욱 압록강 굽이굽이 피어린 자욱 오늘도 자유조선 꽃다발우에 력력히 비쳐주는 거룩한 자욱 아-, 그 이름도 그리운 우리의 장군 아-, 그 이름도 빛나는 김일성장군   | -{長白山 줄기줄기 피어린 자욱 鴨綠江 굽이굽이 피어린 자욱 오늘도 自由朝鮮 꽃다발우에 歷歷히 비쳐 주는 거룩한 자욱 아-, 그 이름도 그리운 우리의 將軍 아-, 그 이름도 빛나는 金日成將軍}- | Changbaeksan chulgijulgi p'iŏrin chauk Amrokkang kubigubi p'iŏrin chauk onŭldo chayujosŏn kkottabarue ryŏngryŏkhi pich'yŏjunŭn kŏrukhan chauk a- kŭ irŭmdo kŭriun uriŭi changgun a- kŭ irŭmdo pinnanŭn Kim Il-sŏng changgun        | Đây Trường Bạch Sơn, tuyết mùa đông rơi, phủ trắng trên xác thù. Dòng sông Áp Lục Giang sóng cuốn trôi, nước loang loang máu hồng. Hôm nay Triều Tiên tự do, ánh dương bừng sáng khắp nơi, ngàn ánh vinh quang trên đất nước ta, ta cất tiếng ca. A～Tướng quân anh linh, tuyệt vời thay, người muôn vàn yêu mến. A～Muôn năm lãnh tụ của nhân dân Kim Nhật Thành Tướng quân! |
| Lời thứ hai  | 만주벌 눈바람아 이야기하라 밀림의 긴긴 밤아 이야기하라 만고의 빨찌산이 누구인가를 절세의 애국자가 누구인가를 아-, 그 이름도 그리운 우리의 장군 아-, 그 이름도 빛나는 김일성장군     | -{滿洲벌 눈바람아 이야기하라 密林의 긴긴 밤아 이야기하라 萬古의 빨치산이 누구인가를 絶世의 愛國者가 누구인가를 아-, 그 이름도 그리운 우리의 將軍 아-, 그 이름도 빛나는 金日成將軍}-    | Manjubŏl nunbarama iyagihara millimŭi kin'gin pama iyagihara man'goŭi ppaltchisani nuguin'garŭl chŏlseŭi aegukchaga nuguin'garŭl a- kŭ irŭmdo kŭriun uriŭi changgun a- kŭ irŭmdo pinnanŭn Kim Il-sŏng changgun                     | Ở Mãn Châu nguyên, gió tuyết mờ mịt, xin hãy cho tôi nghe. Rừng rậm âm u đêm dài dằng dặc, vui lòng cho tôi biết. Chiến sĩ du kích bất hủ, chiến sĩ bất hủ là ai?, đồng chí yêu nước phi thường vĩ đại, người ấy là gì?. A～Tướng quân anh linh, tuyệt vời thay, người muôn vàn yêu mến. A～Muôn năm lãnh tụ của nhân dân Kim Nhật Thành Tướng quân!                          |
| Lời thứ ba   | 로동자 대중에겐 해방의 은인 민주의 새 조선엔 위대한 태양 이십개 정강우에 모두다 뭉쳐 북조선 방방곡곡 새봄이 오다 아-, 그 이름도 그리운 우리의 장군 아-, 그 이름도 빛나는 김일성장군 | -{勞動者大衆에겐 解放의 恩人 民主의 새 朝鮮엔 偉大한 太陽 二十個政綱우에 모두다 뭉쳐 北朝鮮 坊坊曲曲 새봄이 오다 아-, 그 이름도 그리운 우리의 將軍 아-, 그 이름도 빛나는 金日成將軍}-  | Rodongja taejungegen haebangŭi ŭnin minjuŭi sae chosŏnen widaehan t'aeyang isipkae chŏnggangue moduda mungch'yŏ pukchosŏn pangbanggokkok saebomi oda a- kŭ irŭmdo kŭriun uriŭi changgun a- kŭ irŭmdo pinnanŭn Kim Il-sŏng changgun | Đồng chí giải phóng nhân dân lao động, ân nhân của chúng ta. Nền dân chủ Triều Tiên mới vĩ đại, thái dương chiếu muôn nơi. Chúng ta đoàn kết dưới cương lĩnh chính trị hai mươi điều, ánh sáng mùa xuân tràn ngập khắp nơi đất Triều Tiên này. A～Tướng quân anh linh, tuyệt vời thay, người muôn vàn yêu mến. A～Muôn năm lãnh tụ của nhân dân Kim Nhật Thành Tướng quân!    |